# Quận Pickens, Georgia
Quận Pickens là một quận trong tiểu bang Georgia, Hoa Kỳ. Quận lỵ đóng ở thành phố Jasper 6. Theo điều tra dân số năm 2010 của Cục điều tra dân số Hoa Kỳ, quận có dân số 29.431 người 2.

## Địa lý
Theo Cục điều tra dân số Hoa Kỳ, quận này có diện tích 600 ki-lô-mét vuông, trong đó có 600 km2 là diện tích đất, 0,8 km2 là diện tích mặt nước.